# Leavenworth (Washington)
Leavenworth és una població dels Estats Units a l'estat de Washington. Segons el cens del 2000 tenia 2.074 habitants.

## Demografia
Segons el cens del 2000, Leavenworth tenia 2.074 habitants, 899 habitatges, i 543 famílies. La densitat de població era de 645,8 habitants per km².
Dels 899 habitatges en un 28,7% hi vivien nens de menys de 18 anys, en un 46,4% hi vivien parelles casades, en un 10,9% dones solteres, i en un 39,5% no eren unitats familiars. En el 32,9% dels habitatges hi vivien persones soles el 16,7% de les quals corresponia a persones de 65 anys o més que vivien soles. El nombre mitjà de persones vivint en cada habitatge era de 2,31 i el nombre mitjà de persones que vivien en cada família era de 2,93.
Per edats la població es repartia de la següent manera: un 24,8% tenia menys de 18 anys, un 6,5% entre 18 i 24, un 25% entre 25 i 44, un 25% de 45 a 60 i un 18,6% 65 anys o més.
L'edat mediana era de 41 anys. Per cada 100 dones de 18 o més anys hi havia 83,2 homes.
La renda mediana per habitatge era de 35.692 $ i la renda mediana per família de 48.347 $. Els homes tenien una renda mediana de 35.165 $ mentre que les dones 23.854 $. La renda per capita de la població era de 18.709 $. Aproximadament el 5,2% de les famílies i el 8,3% de la població estaven per davall del llindar de pobresa.

## Poblacions més properes
El següent diagrama mostra les poblacions més properes.